# Aponogeton
Aponogeton L.f. è un genere di piante angiosperme dell'ordine Alismatales, unico genere della famiglia Aponogetonaceae Planch..

## Tassonomia
Il genere comprende le seguenti specie:
- Aponogeton abyssinicus Hochst. ex A.Rich.
- Aponogeton afroviolaceus Lye
- Aponogeton angustifolius Aiton
- Aponogeton appendiculatus H.Bruggen
- Aponogeton azureus H.Bruggen
- Aponogeton bernierianus (Decne.) Hook.f.
- Aponogeton bogneri H.Bruggen
- Aponogeton boivinianus Baill. ex Jum.
- Aponogeton bruggenii S.R.Yadav & Govekar
- Aponogeton bullosus H.Bruggen
- Aponogeton capuronii H.Bruggen
- Aponogeton cordatus Jum.
- Aponogeton crispus Thunb.
- Aponogeton cuneatus S.W.L.Jacobs
- Aponogeton dassanayakei Manaw. & Yakand.
- Aponogeton decaryi Jum. ex Humbert
- Aponogeton desertorum Zeyh. ex Spreng.
- Aponogeton dioecus Bosser
- Aponogeton distachyos L.f.
- Aponogeton eggersii Bogner & H.Bruggen
- Aponogeton elongatus F.Muell. ex Benth.
- Aponogeton euryspermus Hellq. & S.W.L.Jacobs
- Aponogeton fotianus J.Raynal
- Aponogeton fugax J.C.Manning & Goldblatt
- Aponogeton gottlebei Kasselm. & Bogner
- Aponogeton hexatepalus H.Bruggen
- Aponogeton jacobsenii de Wit
- Aponogeton junceus Lehm.
- Aponogeton kannangarae M.A.Silva, Deshaprema & Manamperi
- Aponogeton kimberleyensis Hellq. & S.W.L.Jacobs
- Aponogeton lakhonensis A.Camus
- Aponogeton lancesmithii Hellq. & S.W.L.Jacobs
- Aponogeton longiplumulosus H.Bruggen
- Aponogeton loriae Martelli
- Aponogeton madagascariensis (Mirb.) H.Bruggen
- Aponogeton masoalaensis Bogner
- Aponogeton natalensis Oliv.
- Aponogeton natans (L.) Engl. & K.Krause
- Aponogeton nateshii S.R.Yadav
- Aponogeton nudiflorus Peter
- Aponogeton prolifer Hellq. & S.W.L.Jacobs
- Aponogeton queenslandicus H.Bruggen
- Aponogeton ranunculiflorus Jacot Guill. & Marais
- Aponogeton rehmannii Oliv.
- Aponogeton rigidifolius H.Bruggen
- Aponogeton robinsonii A.Camus
- Aponogeton satarensis Sundararagh., A.R.Kulk. & S.R.Yadav
- Aponogeton schatzianus Bogner & H.Bruggen
- Aponogeton stuhlmannii Engl.
- Aponogeton subconjugatus Schumach. & Thonn.
- Aponogeton tenuispicatus H.Bruggen
- Aponogeton tofus S.W.L.Jacobs
- Aponogeton troupinii J.Raynal
- Aponogeton ulvaceus Baker
- Aponogeton undulatus Roxb.
- Aponogeton vallisnerioides Baker
- Aponogeton vanbruggenii Hellq. & S.W.L.Jacobs
- Aponogeton viridis Jum.
- Aponogeton wolfgangianus S.R.Yadav
- Aponogeton womersleyi H.Bruggen